# Volvo V60
La Volvo V60 est une automobile du constructeur Volvo commercialisée depuis novembre 2010. Il s'agit de la version break de la seconde génération de S60, puis de troisième génération à partir de 2018.

## Première génération (2010-2018)

### Sécurité
Outre son système anti-collision avec d'autres véhicules à faible vitesse (Safety City), c'est la première voiture, avec la Volvo S60, à être munie d'un système de détection de piétons, qui permet de freiner automatiquement la voiture en cas de collision possible avec un piéton.

### Finitions
- Kinetic
- Momentum
- Ocean Race
- R-Design
- Summum
- Xenium
- Pure Limited Edition

### Caractéristiques techniques du millésime 2013 (MY13) & 2014 (MY14)
Pour l'année 2013, Volvo modernise sa V60. Volvo en profite pour lancer une nouvelle gamme de motorisations quatre cylindres en plus d'un profond restylage.
Ce restylage se caractérise principalement par l'adoption de phares plus conventionnels et une calandre plus massive. À l'intérieur, Volvo a mis de nouveaux sièges plus confortables et au maintien revu. Pour la face arrière, très peu de changements à l'exception du spoiler arrière.

### V60 Cross Country
Volvo a un important passé au niveau des modèles 4X4 et XC. Désireux de développer sa gamme, Volvo qui a déjà présenté la V40 Cross Country, propose la V60 Cross Country. Esthétiquement, la V60 Cross Country ne diffère pas tellement de la V60 normale. Une hauteur de caisse relevée de 65 mm et des protections de carrosserie ont été adoptés. Deux motorisations Diesel D3 (4 cylindres, 2 L, 150 ch - FWD man/auto) et D4 (4 cylindres, 2 L, 190 ch - FWD man/auto) et D4 (5 cyl, 2,4 L, AWD auto) et une motorisation essence T5 (4 cylindres, 2 L, 245 ch - FWD man/auto) et T5 AWD (4 cylindres, 2,4 L, auto) composent la gamme V60 Cross country.

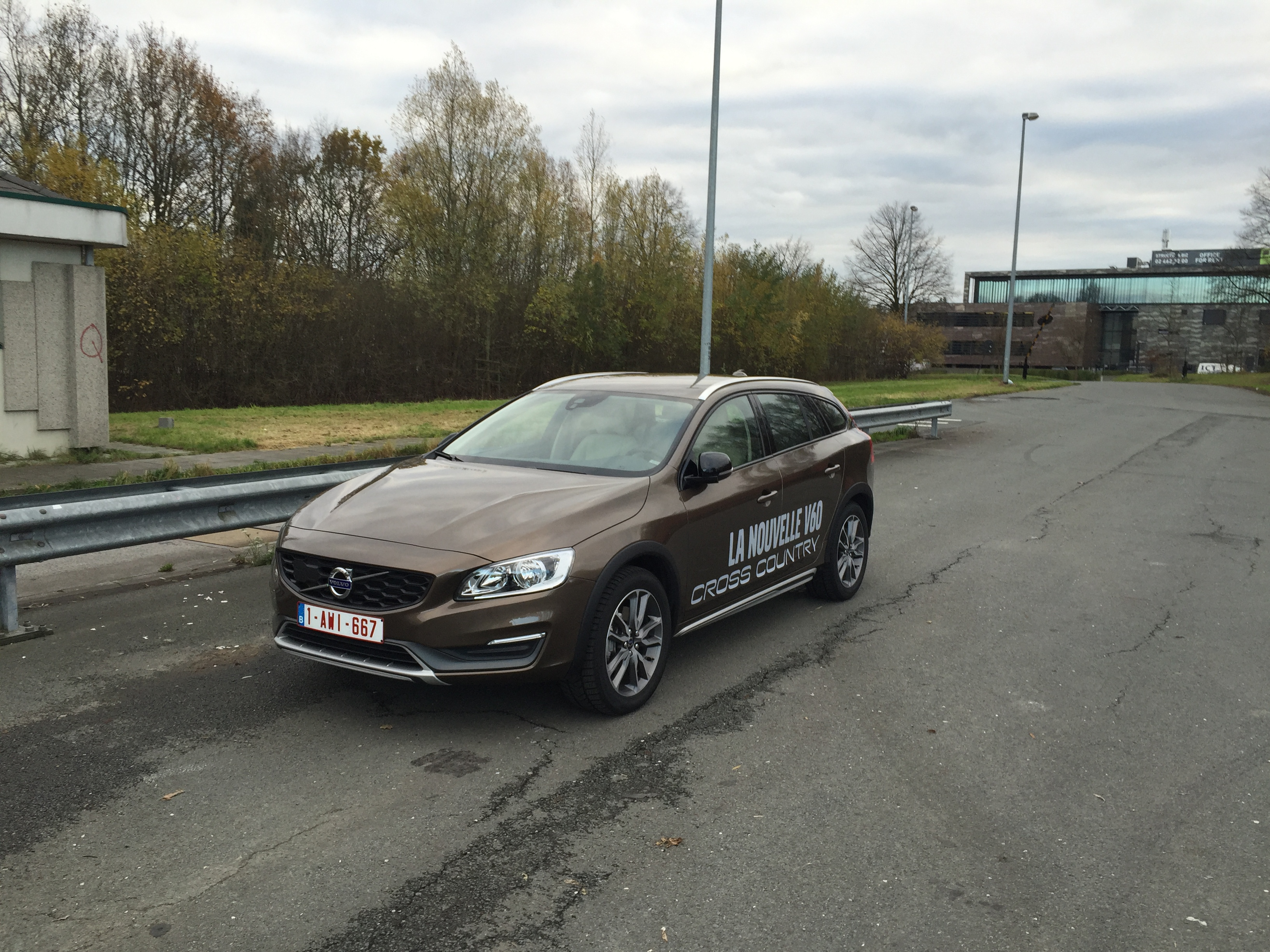

### Version Polestar
Polestar est un préparateur suédois racheté par Volvo à l'été 2015. Si plusieurs modèles ont été développés et alignés en compétition, Polestar a également développé des modèles sur base Volvo pour la route.
La V60 dispose, comme la S60, d'une version « Polestar ». La Volvo V60 Polestar fut d'abord motorisée par un moteur 6 cylindres en ligne de 2 953 cm3 turbocompressé développant 350 ch puis par un 4 cylindres, 2 l à turbo et compresseur de 367 ch. La version Polestar se voit équipée d'un nouveau turbocompresseur à double entrée, d’un nouveau refroidisseur intermédiaire, d’un système d’échappement actif à flux complet et d’un système de gestion de moteur totalement recalibré. La voiture abat le 0 à 100 km/h en seulement 4,8 s (4,7 s pour la S60).
La transmission est une Geartronic à huit rapports.

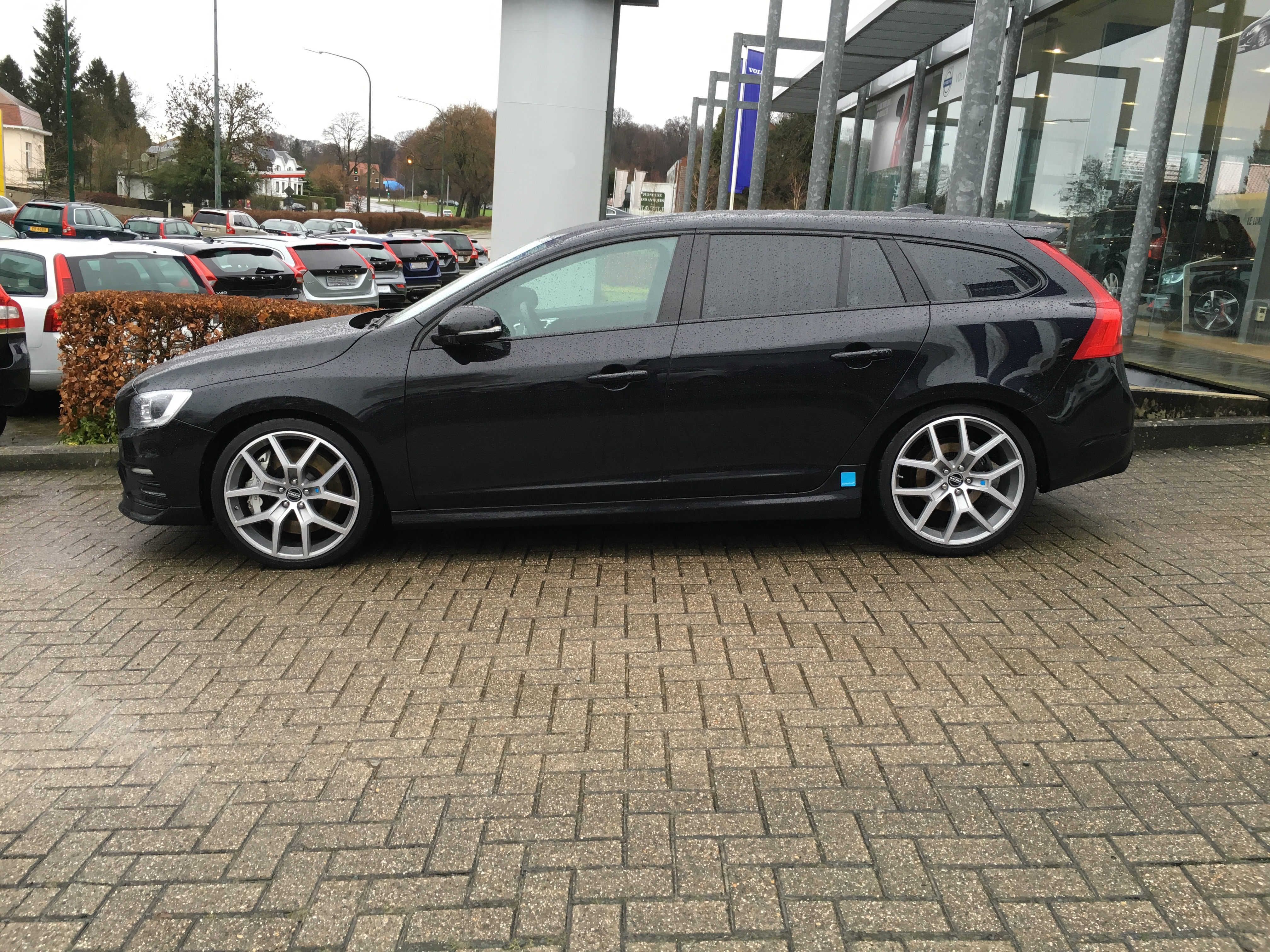
V60 Polestar
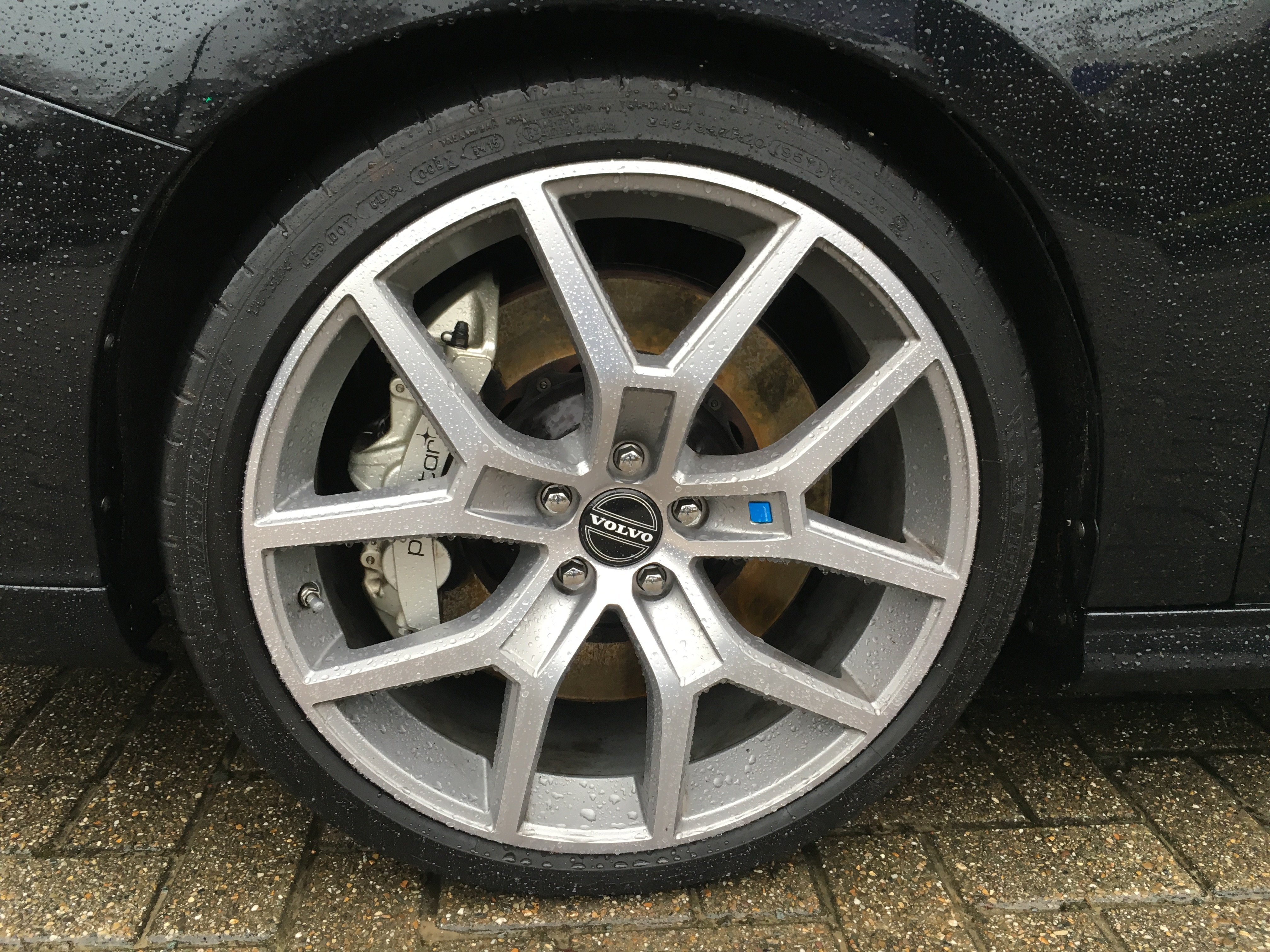
Détail de la V60 Polestar (jante)

|                                        | V60 D2                      | V60 D3                                                        | V60 D4                                                        | V60 D4 (MY14)                                                         | V60 D5                                                                     | V60 T3                       | V60 T4                       | V60 T5                       | V60 T6 AWD                   |
| -------------------------------------- | --------------------------- | ------------------------------------------------------------- | ------------------------------------------------------------- | --------------------------------------------------------------------- | -------------------------------------------------------------------------- | ---------------------------- | ---------------------------- | ---------------------------- | ---------------------------- |
| Moteur                                 | 4 cylindres en ligne diesel | 5 cylindres en ligne diesel Injection directe à rampe commune | 5 cylindres en ligne diesel Injection directe à rampe commune | 4 cylindres en ligne, bi-turbo, monté en position transversale diesel | 4 cylindres en ligne diesel double turbo Injection directe à rampe commune | 4 cylindres en ligne essence | 4 cylindres en ligne essence | 4 cylindres en ligne essence | 6 cylindres en ligne essence |
| Cylindrée                              | 1 560 cm3                   | 1 984 cm3                                                     | 1 984 cm3                                                     | 1 969 cm3                                                             | 1 969 cm3                                                                  | 1 596 cm3                    | 1 596 cm3                    | 1 999 cm3                    | 2 953 cm3                    |
| Puissance maximale à tr/min            | 115 ch 3 600                | 136 ch 3 500                                                  | 177 ch 3 500 (AWD:4000)                                       | 181 ch 4 250                                                          | 225 ch 4 000                                                               | 150 ch 5 700                 | 180 ch 5 700                 | 240 ch 5 500                 | 304 ch 5 600                 |
| Couple maximal à tr/min                | 270 N m 1 750 - 2 500       | 350 N m 1 500 - 2 250                                         | 400 N m 1 750 - 2 750                                         | 400 N m 1 750 - 2 500                                                 | 470 N m (auto) 1 750 - 2500                                                | 240 N m 1 600 - 4 000        | 240 N m 1 600 - 5 000        | 320 N m 1 800 - 5 000        | 440 N m 2 100 - 4 200        |
| Masse                                  | 1 536 kg                    | NC (aut. NC)                                                  | 1 614 kg (aut. 1635 kg - AWD: NC))                            | 1 540 kg (DIN) 1 615 kg (UE)                                          | 1 549 kg                                                                   | 1 533 kg                     | NC (aut. NC)                 | NC (aut. NC)                 | 1 742 kg                     |
| Vitesse maximale                       | 195 km/h (aut. 190 km/h)    | 205 km/h (aut. 200 km/h)                                      | 220 km/h (aut. 215)                                           | 225 km/h                                                              | 230 km/h                                                                   | 205 km/h (aut. 210 km/h)     | 225 km/h                     | 230 km/h                     | 250 km/h                     |
| Accélération de 0–100 km/h             | 11,3 s (aut 12,7 s)         | 10,4 s                                                        | 9,4 s (AWD:10,4 s)                                            | 7,6 s (aut. 7,6 s)                                                    | 6,5 s                                                                      | 9,6 s (aut 10,4 s)           | 8,5 s (aut 9,2 s)            | 7,5 s (aut 7,7 s)            | 6,2 s                        |
| Consommation l/100 km Moyenne pondérée | 4,5                         | 4,5 (aut. 4,9)                                                | 4,5 (aut. 5,7) (AWD: 6,4)                                     | 3,8 (aut. 4,3)                                                        | 4,8 (aut. 6,2 - AWD: 6,4)                                                  | 6,0 (aut. 7,4)               | 6,6 (aut. 7,4)               | 8,0 (aut. 8,2)               | 10,2                         |
| Emissions CO2 (g/km)                   | 119                         | 119 (aut. 129)                                                | 119 (aut. 149) (AWD: 169)                                     | 99 (aut. 112)                                                         | 125                                                                        | 139 (aut. 171)               | 153 (aut. 171)               | 186 (aut. 192)               | 237                          |

## Seconde génération (2018-)

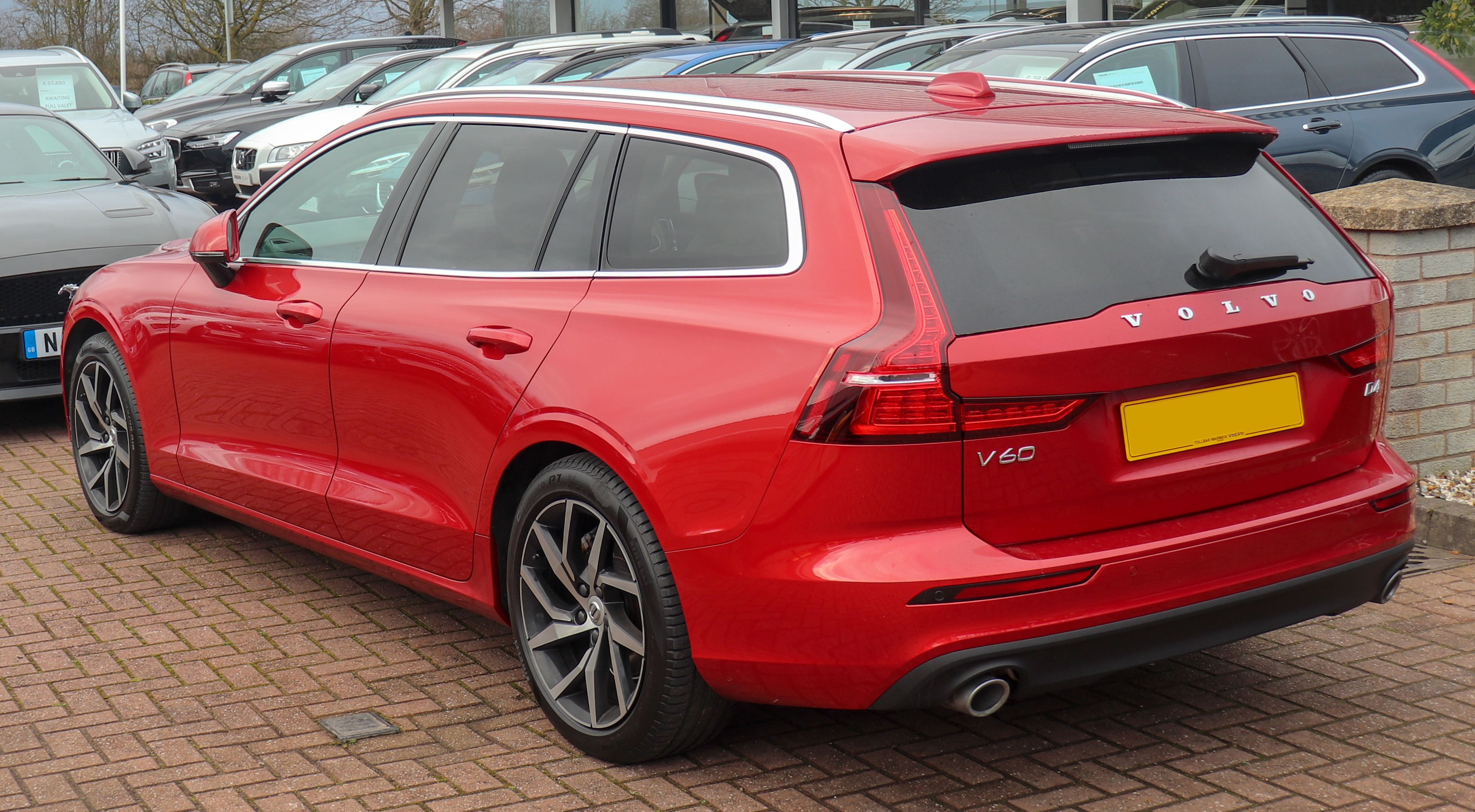
Vue arrière

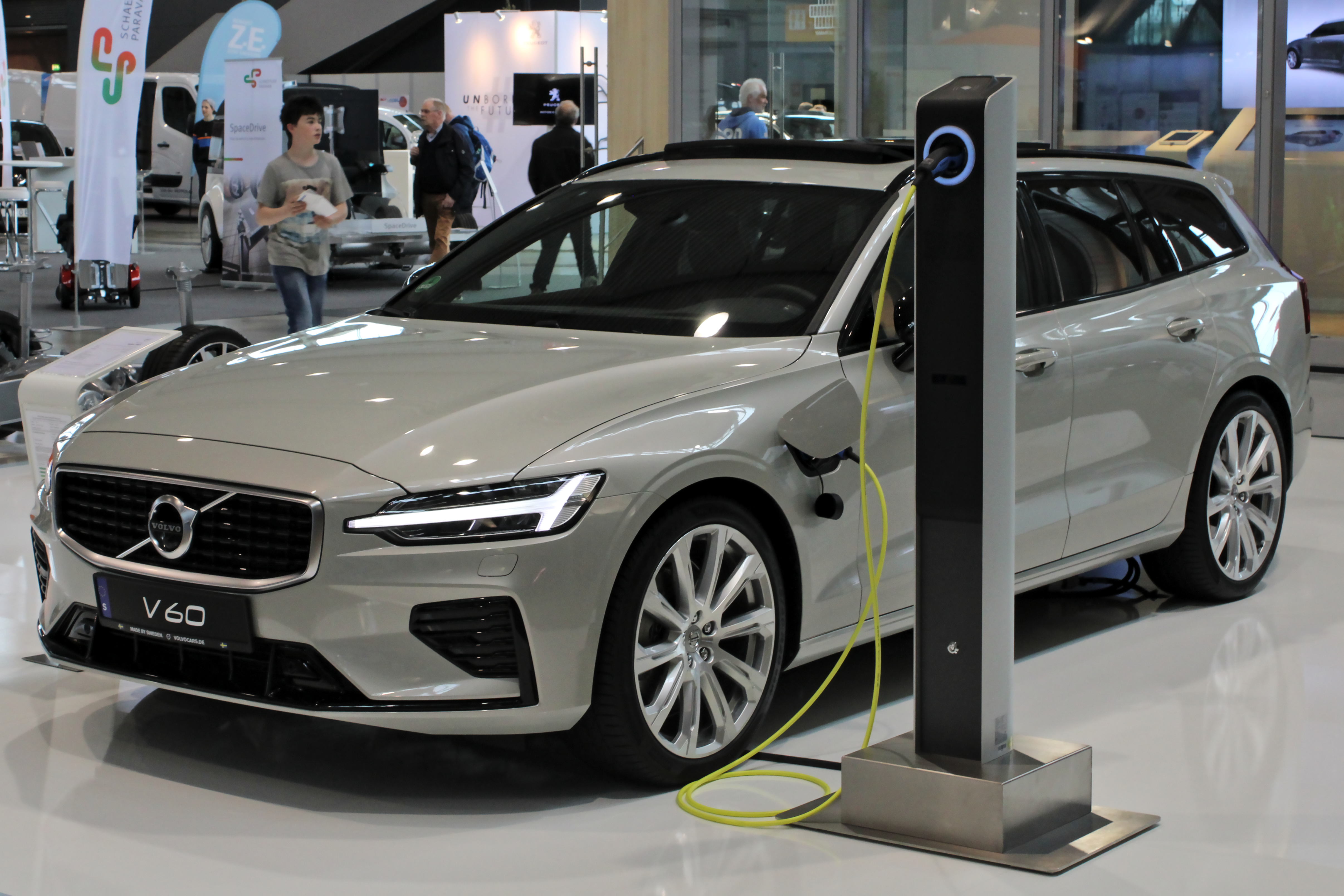
T8 Twin Engine

La seconde génération du Volvo V60 est dévoilée en février 2018 pour le Salon de Genève 2018 avant d'être lancée en septembre 2018. Elle reprend la nouvelle signature lumineuse avec les phares en forme de marteau de Thor et des feux arrière inspirés du nouveau XC60.
La V60 II repose sur la plateforme Volvo SPA qui sert aussi au Volvo XC60, Volvo XC90, V90 et S60, ainsi qu'à la Polestar 1.
Les modèles sont fabriqués à l'usine de Torslanda (Göteborg). Des unités sont assemblées en « nécessaire en pièces détachées » à Gand et pour l'Asie du Sud-Est à Kuala Lumpur (usine de Shah Alam). Les versions Cross Country sont exclusivement assemblées sur le site suédois.

### Motorisations
Au lancement du nouveau break, deux moteurs diesel sont disponibles : 4-cylindres D3 150 ch (boîte mécanique ou automatique) ou D4 190 ch (automatique). Les versions hybrides T6 Twin Engine AWD (340 ch), T8 Twin Engine AWD (390 ch), et l’essence T5 sont arrivées début 2019, accompagnés de la nouvelle variante T8 Polestar (417 ch). Depuis 2022, la version Hybride rechargeable T8 est dotée de 455 chevaux.

### Finitions
- Momentum
- Business executive (entreprises)
- R-Design
- Inscription
- Polestar Engineered
- Cross Country

### V60 Cross Country
En septembre 2018, Volvo dévoile la deuxième génération de la V60 Cross Country, la variante baroudeuse du break V60. Elle est dotée du moteur D4 AWD (190 ch, 2,0 L 4) diesel ou du moteur T5 (250 ch, 2,0 L 4).